# Suore della carità della Beata Vergine Maria
Le Suore della Carità della Beata Vergine Maria (in inglese Sisters of Charity of the Blessed Virgin Mary) sono un istituto religioso femminile di diritto pontificio: i membri di questa congregazione pospongono al loro nome la sigla B.V.M

## Storia

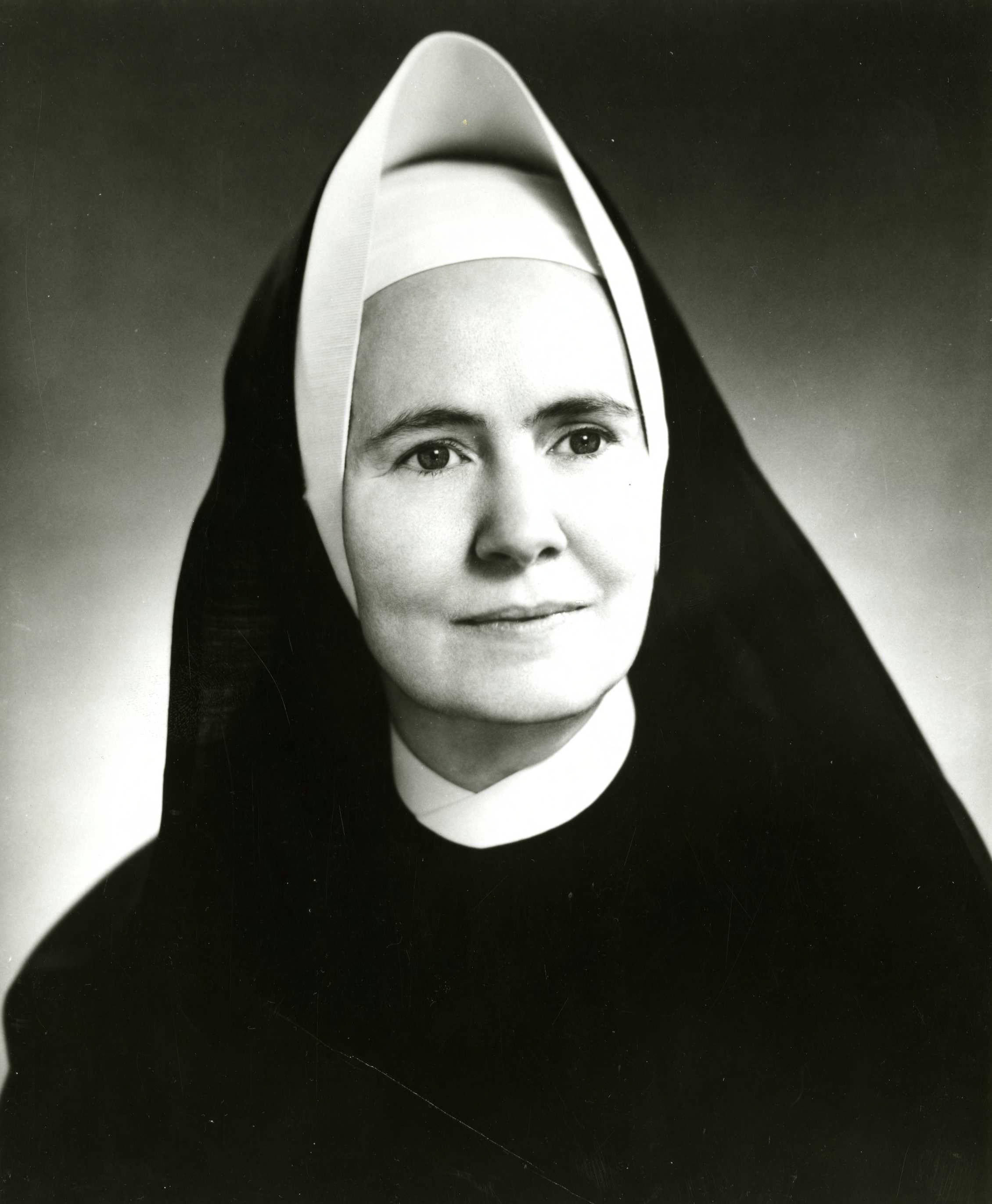
Una religiosa della cogregazione

Nel 1831, in occasione di un'epidemia di colera, cinque giovani donne di Dublino iniziarono a dedicarsi all'assistenza agli ammalati della città: l'anno seguente, terminato il pericolo del contagio, le donne aprirono una scuola. Nel luglio del 1833 la comunità, accogliendo l'invito di un prete di Philadelhia ad aprire una scuola in Pennsylvania, partì per gli Stati Uniti d'America e, con l'aiuto del sacerdote Terence Donaghoe, le donne si organizzarono in congregazione religiosa.
La congregazione venne approvata da Francis Patrick Kenrick, vescovo di Philadelhia, nel 1833; il vescovo nominò superiora dell'istituto suor Mary Frances Clarke (1803-1887), ritenuta fondatrice della famiglia religiosa insieme con Donaghoe. Nel 1843 Pierre Loras, vescovo di Dubuque, propose alle religiose di trasferirsi nella sua diocesi, appena istituita: le suore chiusero la loro scuola di Philadelphia e trasferirono la loro opera a Dubuque, da dove si diffusero rapidamente in tutto l'Iowa e nella regione di Chicago.
Le Suore della Carità della Beata Vergine Maria ricevettero il pontificio decreto di lode il 21 febbraio 1877; vennero approvate definitivamente dalla Santa Sede il 25 aprile 1885 e le loro costituzioni il 1º agosto 1927.
Tra le religiose dell'ordine si annovera Mary Kenneth Keller (1913 - 1985), pioniera dell'informatica, prima donna a conseguire un dottorato di ricerca in informatica negli Stati Uniti.

## Attività e diffusione
Le suore si dedicano all'istruzione e all'educazione cristiana della gioventù e alle opere parrocchiali.
Oltre che negli Stati Uniti d'America, sono presenti in Ecuador, Guatemala e Ghana; la sede generalizia è a Dubuque.
Al 31 dicembre 2008 la congregazione contava 557 religiose in 232 case.